# Syed Mir Qasim
Syed Mir Qasim (Bangla: সৈয়দ মীর কাসিম, Tamil: சையத் மீர் காசிம்; * 16. Januar 1919 (nach anderen Angaben: August 1921) in Doru, Distrikt Anantnag, Britisch-Indien, heute: Unionsterritorium Jammu und Kashmir; † 12. Dezember 2004 in Neu-Delhi) war ein indischer Politiker des Indischen Nationalkongresses (INC), der unter anderem von 1971 bis 1975 Chief Minister von Jammu und Kashmir war. Er war zudem von 1975 bis 1978 Mitglied der Rajya Sabha, des Oberhauses des Parlaments (Bhāratīya Sansad), sowie von 1976 bis 1977 Unionsminister für zivile Versorgung im Kabinett Indira Gandhi II.

## Leben
Syed Mir Qasim, Sohn von Mir Mohammed Shah, absolvierte ein Studium, welches er mit einem Master of Arts (M.A.) beendete. Ein Studium der Rechtswissenschaften schloss er mit einem Bachelor of Laws (LL.B.) ab. Er begann Ende der 1940er Jahre sein politisches Engagement und wurde Mitglied der Verfassunggebenden Versammlung von Kaschmir, nachdem am 27. Oktober 1947 der Herrscher des Fürstenstaates Jammu und Kaschmir den Beitritt des Staates zu dem am 15. August 1947 vom Vereinigten Königreich unabhängig gewordenen Indien erklärt hatte. Er gilt als Gründungsvater des dortigen Indischen Nationalkongresses (INC) und wurde 1951 Mitglied der Legislativversammlung von Jammu und Kashmir, der er bis 1975 angehörte. In den folgenden Jahren übernahm er verschiedene Regierungsämter und war von 1953 bis 1957 Parlamentarischer Chefsekretär im Kabinett von Premierminister Bakshi Ghulam Mohammad. 
Während dieser Zeit erfolgte am 14. Mai 1954 die Gründung des Bundesstaates Jammu und Kaschmir. Die von einer verfassunggebenden Versammlung des Landes am 17. November 1956 angenommene Verfassung trat am 26. Januar 1957 in Kraft. Im Kabinett von Premierminister Mohammad sowie dessen Nachfolgern Khwaja Shams-ud-Din und Ghulam Mohammed Sadiq war er von 1961 bis 1963 sowie erneut von 1964 bis 1965 Minister.
Nach dem Tod von Ghulam Muhammad Sadiq wurde Qasim am 12. Dezember 1971 als dessen Nachfolger schließlich selbst Chief Minister von Jammu und Kashmir. Er ebnete den Weg für das Indira-Scheich-Abkommen zwischen der damaligen Premierministerin Indira Gandhi und dem von 1948 bis 1953 regierenden Premierminister von Jammu und Kaschmir, Scheich Mohammed Abdullah, indem er trotz einer Zweidrittelmehrheit in der Legislativversammlung am 24. Februar 1975 zurücktrat. Daraufhin wurde Mohammed Abdullah dessen Nachfolger als Chief Minister.
Am 29. Juli 1975 wurde er Mitglied der Rajya Sabha, des Oberhauses des Parlaments (Bhāratīya Sansad), und gehörte dieser als Vertreter von Jammu und Kashmir bis zum 10. November 1978 an. Am 7. Juni 1976 wurde er zunächst als Minister ohne Geschäftsbereich in das Kabinett Indira Gandhi II berufen und behielt dieses Amt bis 9. August 1976. Im Zuge einer Kabinettsumbildung wurde er wiederum am 9. August 1976 Nachfolger von T. A. Pai als Minister für zivile Versorgung und Zusammenarbeit und bekleidete diesen Posten bis zum Ende der Amtszeit von Premierministerin Indira Gandhi am 24. März 1977. Er war zuletzt noch bis September 1983 Mitglied des Vorstandes des Indischen Nationalkongresses (Indira), ein nach der Spaltung der Kongresspartei 1978 entstandener Flügel unter Indira Gandhi.
Aus seiner Ehe mit Maryam Begum gingen zwei Söhne und zwei Töchter hervor.

## Veröffentlichung
- My life and times, Allied Publishers, New Delhi 1992.